# Hinkelstein-Gruppe
Die Hinkelstein-Gruppe (auch Hinkelstein-Kultur) ist eine archäologische Regionalgruppe der Jungsteinzeit in Südwestdeutschland. Sie liegt am Übergang zwischen der Linearbandkeramischen Kultur und Kulturen des Mittelneolithikums und datiert etwa von 5000 bis 4800 v. Chr.

## Forschungsgeschichte
Der Begriff Hinkelstein-Gruppe geht auf den Wormser Arzt und Heimatforscher Karl Koehl zurück, der 1898 den Ausdruck Hinkelsteintypus vorschlug. Dieser Name erinnert an das 1866 beim Roden eines Feldes zur Anlage eines Weinberges in Monsheim (Kreis Alzey-Worms) entdeckte Gräberfeld, welches über 50 Flachgräber zutage förderte. Dort stand ursprünglich ein etwa zwei Meter hoher Menhir, der im rheinhessischen Volksmund „Hinkelstein“ genannt und heute im Schlosshof von Monsheim aufbewahrt wird. Diese Funde wurden durch den Mainzer Prähistoriker Ludwig Lindenschmit untersucht und 1868 beschrieben. Hinkel ist der hessische Ausdruck für Hühnchen; Hinkelstein ist das aus Unwissenheit oder Witz entstandene Wort für Hünenstein, wie auch Hünengräber im Volksmund gelegentlich zu „Hühnergräbern“ mutierten. Kurze Zeit später war es dann K. Koehl, der sich mit zugehörigen Wohnanlagen beschäftigte. Die Hinkelstein-Gruppe entstand aus der späten Linienbandkeramik. Um das Jahr 1975 untersuchte der Archäologe Walter Meier-Arendt das Fundmaterial und verarbeitete es im selbigen Jahr monographisch. Er teilte die Hinkelstein-Gruppe in drei Phasen ein.

## Chronologie
Chronologisch lässt sich die Hinkelstein-Gruppe in den Übergang vom Früh- zum Mittelneolithikum in Mitteleuropa datieren. Sie schließt an die jüngere Linienbandkeramik an. Zudem ist eine Ähnlichkeit des Form- und Motivspektrums durch Einflüsse aus der Stichbandkeramik nicht zu verkennen. Neben diesen archäologischen Funden, ist das Nicht-Vorhandensein von Höhensiedlungen ein Indiz dafür, ihren Beginn in dieser Zeit zu suchen. Selbiges Phänomen ist auch in der Großgartacher Kultur und Linienbandkeramik anzutreffen. Erst mit der älteren Rössener Kultur setzen diese ein. Vor allem in Südwestdeutschland ist die Hinkelstein-Gruppe mit der späten Linienbandkeramik und frühen böhmischen Stichbandkeramik (I. und II.) zeitlich in einen gleichen Kontext zu stellen. Mit der ausgehenden Hinkelstein-Gruppe entstand die Großgartacher Gruppe. Beide existierten eine Zeit lang noch nebeneinander.

## Verbreitung
Das Verbreitungsgebiet liegt in Mitteleuropa. Wie auch viele andere Gruppen und Kulturen des Mittelneolithikums ist die Hinkelstein-Gruppe vorrangig in der Nähe von Flussläufen anzutreffen. Die Gegenden des oberen und mittleren Rheins (Rhein-Main-Gebiet und Rheinhessen) erfuhren ihre hauptsächliche Besiedlung. Im Gebiet westlich des Bodensees, zwischen Rhein und Main finden sich weitere Siedlungsplätze. Zusätzlich legten Archäologen an der Mündung des Mains und im Neckarbecken Fundstellen der Hinkelstein-Gruppe frei. Während der Existenz dieser Kulturgruppe kam es zudem zu vereinzelten Streuungen über diese Bereiche hinaus. Einen zugehörigen archäologischen Fund lieferte in diesem Zusammenhang ein Befund in Köln.
Auffällig ist die fast deckungsgleiche Verbreitung auf den Gebieten der vorhergehenden Kultur der Linienbandkeramik.

## Siedlungscharakteristik
Archäologen konnten bereits 77 Fundstellen der Hinkelstein-Gruppe zuordnen. Entdeckt wurden dabei Lesefunde und singuläre Gruben. Dennoch konnten Aussagen über die Größe der Siedlungen und über das Aussehen der Hausformen nicht getroffen werden. Bei den Grubenfunden handelte es sich nämlich zumeist nur um Inventarbergungen. Zu den Hausformen kann lediglich die Verwendung von Lehm angeführt werden, was allerdings nicht ungewöhnlich für diese Zeit war. Der Archäologe W. Meier-Arendt unternahm 1975 den Versuch aufgrund eines rechnerischen Verfahrens, im Zusammenhang mit den vorgefundenen Gräberfeldern, eine ungefähre Anzahl, der in einer Siedlungen lebenden Menschen zu ermitteln. Er kam zu dem Ergebnis, dass ca. 60 Personen ein Dorf besiedelt haben mussten.

## Materielle Kultur
Die Gefäßformen ähneln noch weitgehend dem bandkeramischen Inventar, die Verzierung der Kümpfe wird durch geschweifte Dreiecksmuster dominiert. Die Gräber zeichnen sich durch reichen Schmuck aus einheimischen Süßwassermuscheln, lokal vorkommenden fossilen Muscheln und Hirschgrandeln aus, während Spondylus-Schmuck fast ganz verschwindet.

## Bestattungsritus
Die Gräber, die man 1866 fand, wurden bei ihrer Auffindung ge- und zerstört. Die Archäologen konnten sich anfangs lediglich auf Aussagen der dort zu diesem Zeitpunkt grabenden Bauarbeiter stützen. Weitere Ausgrabungen erhellten nach und nach jedoch die Grabsituation. Die Toten wurden gestreckt gelagert und in einer Südost-Nordwest-Orientierung aufgefunden. Der Blick der Bestatteten wendete sich gen Nordosten. Viele der Gräber waren sog. Flachgräber. Die Toten wurden somit in einer geringen Tiefe von 70–90 cm vergraben und beigesetzt. Den Bestatteten wurden meist reiche Grabbeigaben mitgegeben. Neben keramischen Gefäßen fanden Archäologen eine Vielzahl an Schmuckelementen. Dieser bestand aus Muscheln, Eber- und Hirschzähnen, Stein und Horn. In Allensbach-Hegne und Mühlhausen-Ehingen wurden Steinarmringe gefunden.
Viele der Gräber befanden sich in Gebieten der folgenden Großgartacher Kultur und der elsässischen Linienbandkeramik. In der Nekropole von Trebur tritt beispielsweise die Hinkelstein-Gruppe gemeinsam mit der Großgartacher Kultur auf.